# DELICIOUS (JUJUのアルバム)
『DELICIOUS』（デリシャス）は、JUJU初のジャズ・カバー・アルバム。2011年11月30日発売。2015年11月3日、『PEANUTS』の65周年を記念してアナログ盤（12inch Vinyl+7inch Vinyl）が発売された。また、本アルバム発売に合わせて開催されたライブの様子を収録したライブ・ビデオ『2011.10.10 SPECIAL LIVE AT BLUE NOTE TOKYO』についても、本項で記載する。

## 解説
松尾潔を総合プロデュースに迎えた、JUJUのジャズ・アルバム『DELICIOUS』シリーズの第1作。
スヌーピーで有名な『PEANUTS』から「何か一緒に作りませんか?」というオファーを受けたJUJUがそれを快諾、ジャズ・アルバムの制作の企画がスタートした。ジャケットでJUJUと「ピーナッツ」の仲間達がコラボしている。
本作は「Night and Day」、「Lush Life」などのジャズ・スタンダード11曲に、邦楽オリジナル曲2曲を収録。総合プロデューサーに「この夜を止めてよ」や「桜雨」など、JUJUの数々のヒット曲を手掛ける松尾潔、コンダクター兼アレンジャーとしてサザンオールスターズや井上陽水などを手掛けるジャズピアニストの島健を迎え、制作された。ゲスト・ミュージシャンには、渡辺香津美や菊地成孔、TOKU、類家心平、土岐英史などが参加している。
初回限定盤のみDVD付きのデジパック仕様。DVDには“ジュジュの日”ライブ（2011.10.10＠ブルーノート東京）を収録。

## 収録曲

### CD
1. A Woman Needs Jazz(3:08)
作詞：松尾潔/作曲：松尾潔、豊島吉宏/編曲：MAESTRO-T、島健
2. You'd Be So Nice to Come Home to(3:24)
作詞・作曲：コール・ポーター/オリジナリーアレンジ：クインシー・ジョーンズ
3. Night and Day(3:33)
作詞・作曲：コール・ポーター/編曲：島健
4. Candy(2:30)
作詞・作曲：マック・デヴィッド、アレックス・クラマー、ジョーン・ホイットニー/編曲：島健
5. Cry Me a River(4:20)
作詞・作曲：アーサー・ハミルトン/編曲：島健
6. Girl Talk(4:44)
作詞：ボビー・トゥループ/作曲：ニール・ヘフティ/編曲：島健
7. Lullaby of Birdland(2:34)
作詞・作曲：ジョージ・シアリング、ジョージ・デヴィッド・ワイス/編曲：島健
19thシングル
8. Moody's Mood for Love(4:36)
作詞・作曲：ジェームス・ムーディ、ドロシー・フィールズ、ジミー・マクヒュー/編曲：島健
9. Quizas, Quizas, Quizas(2:14)
作詞：オスヴァルド・ファレス、英語詞：ジョー・デイビス/作曲：オスヴァルド・ファレス/編曲：島健
10. Calling You(4:27)
作詞・作曲：ボブ・テルソン/編曲：島健
11. Ev'ry Time We Say Goodbye(5:38)
作詞・作曲：コール・ポーター/編曲：島健
12. Lush Life(5:34)
作詞・作曲：ビリー・ストレイホーン/編曲：島健
13. みずいろの影(4:46)
作詞：松尾潔/作曲：川口大輔/編曲：川口大輔、島健
19thシングル

### DVD
1. A Woman Needs Jazz
2. You'd Be So Nice To Come Home To
3. Cry Me A River
4. Lullaby Of Birdland
5. Quizas, Quizas, Quizas
6. Calling You
7. みずいろの影

## 2011.10.10 SPECIAL LIVE AT BLUE NOTE TOKYO
『2011.10.10 SPECIAL LIVE AT BLUE NOTE TOKYO』(2011.10.10 スペシャル ライブ アット ブルー ノート トウキョウ)はJUJUのライブ・ビデオ。

### 解説
アルバム『DELICIOUS』のリリースに合わせて行われた、初のブルーノート東京でのライブの様子が収録されている。
かねてより、JUJUは「ブルーノート東京」でのライブが夢であったという。

### 収録曲
- Disc.2は、初回限定生産盤のみ。

#### Disc.1 (Blu-ray及びDVD)
1. A Woman Needs Jazz
2. You'd Be So Nice To Come Home To
3. Night And Day
4. Candy
5. Cry Me A River
6. Girl Talk
7. Lullaby Of Birdland
8. Feelin' Good
9. Quizas, Quizas, Quizas
10. Calling You
11. Ev'ry Time We Say Goodbye
12. みずいろの影
13. 奇跡を望むなら...
14. Lush Life

#### Disc.2 (CD)
1. A Woman Needs Jazz -Live ver.-
2. You'd Be So Nice To Come Home To -Live ver.-
3. Night And Day -Live ver.-
4. Candy -Live ver.-
5. Cry Me A River -Live ver.-
6. Girl Talk -Live ver.-
7. Lullaby Of Birdland -Live ver.-
8. Feelin' Good -Live ver.-
9. Quizas, Quizas, Quizas -Live ver.-
10. Calling You -Live ver.-
11. Ev'ry Time We Say Goodbye -Live ver.-
12. みずいろの影 -Live ver.-
13. 奇跡を望むなら... -2011.10.10 Live ver.-
14. Lush Life -Live ver.-